# MT Framework
MT Framework je pogon igre napravljen od strane Capcom-a. "MT" označava višenitni (engl. "Multi-Thread"), "Meta tools" i višeciljni (engl. "Multi-Target"). U početku je MT Framework trebalo da pokreće samo Dead Rising i Lost Planet: Extreme Condition iz 2006. godine, ali je Capcom kasnije odlučio da ga njegovi odeljci internog razvoja prihvate kao podrazumevani pogon. Kao rezultat, velika većina njegovih interno razvijenih video igara za Plejstejšn 3 (engl. PlayStation 3) i Xbox 360 (engl. Xbox 360) platforme su zasnovane na njemu, uključujući četiri nova naslova i tri unapređena dela starih naslova u Resident Evil serijalu, Capcom-ovoj najvećoj franšizi. Izgled prvih igara koje su napravljene sa ovim pogonom su dobro prihvaćene, i MT Framework je takođe osvojio CEDEC nagradu.
Tokom godina, MT Framework je dobio razne nadogradnje, od kojih je najznačajnija velika ispravka nazvana MT Framework 2.0, uvedena sa Lost Planet 2 u 2010. godini. Uzgred, dva ogranka pogona su napravljena; MT Framework Lite pravljen za Wii i Plejstejšn 3 konzole, i MT Framework Mobile koji pokreće igrice za Nintendo 3DS, Plejstejšn Vita, Android i iOS.
Od 2014. godine, Capcom-ov stav za buduće pogone je da dok će nastaviti da se koriste za pravljenje igara za sedmu generaciju konzola za video igre, pametne telefone i ručne konzole, Panta Rei i RE Engine, koji su se koristili za razvoj Resident Evil 7: Biohazard, su naslednici za razvoj igara za osmu generaciju konzola za video igre.

## Istorija

### Pozadina
Pre stvaranja MT Framework-a, Capcom-ovi interni razvojni timovi su koristili pogone i alate koje su sami dizajnirali, što se smatralo neefikasnim. Tako je doneta odluka da se napravi pogon koji će podržati sve zahteve Capcom-ovih programera. Isprva je MT Framework napravljen da bi se koristio samo za Dead Rising i Lost Planet: Extreme Condition. Capcom je procenio da može da usvoji Unreal Engine 3 pogon kao svoj interni pogon, ali je odlučio da to ne uradi zbog nekih ograničenja performansi i poteškoća da dobiju tehničku podršku od strane američkog developera, Epic Games-a, u Japanu. Odlučio je da se dalje razvija MT Framework i proširuje njegovo interno korišćenje.

### MT Framework 1.x
Razvoj MT Framework-a je započeo u septembru 2004. na bazi Onimusha 3 pogona. Pogon je napravljen da koristi računarske razvojne alate i početno cilja na Xbox 360 sisteme zbog njegove sličnosti sa računarskom platformom. U 2004. godini, projekat je započet od strane samo jednog programera da bi se tokom godina, dok su dodavali podršku za sve više platformi, još ljudi priključilo. Zbog njegovih računarskih razvojnih alata, video igre se mogu prvo programirati na računaru, a zatim prilagoditi radu na konzolama. MT Framework podžava korišćenje tehnika višenitnog programiranja, kako bi se iskoristila prednost višejezgarnih procesora koji se koriste na Xboxu 360 i Plejstejšn 3 konzolama, kao i na modernim računarima.
Govoreći o Lost Planet: Extreme Condition i njegovom korišćenju MT Framework-a, Capcom je naznačio sledeća svojstva koja podržava pogon: svetlosno zamućenje pri pokretu nazvano “2.5D zamućenje pokreta” (zasnovano na prezentaciji o “Glupim OpenGL trikovima za nijansiranje” Sajmona Grina na konferenciji Game Developers Conference 2003) koje pomaže da se uglade 30 fps igre; mape senki iz perspektive svetlog prostora, jedna od formi mapiranja senki,su korišćene za renderovanje senki i tehnika senčenja piksela da ih ublaži; normalno mapiranje, HDR renderovanje, blage čestice, značajan broj MSAA Ii tehnika sa kojom čestice mogu da se renderuju na jednoj četvrtini od cele rezolucije za poboljšanje performansi; osnovno održavanje fizike pokreta od strane integrisanog posrednog softvera Havok-a i specijalizovan pogon za fiziku pokreta da održi računanje karakter-lokalne fizike pokreta, kao na primer fiziku pokreta tkanine i odeće, kao i obrnute kinematike.
Prva značajna izmena pogona je distribucija računarske verzije Lost Planet: Extreme Condition, koja je druga igra koja podržava DirectX 10 i prva sa DirectX 10 demo verzijom. Podrška za ambijentalnu okluziju i mapiranje paralakse okluzije je dodata pogonu, a uz DirectX 10 je poboljšano renderovanje senki, i uz upotrebu verteks šejdera, manje zamućenje pri pokretu predmeta, nijansiranje krzna i poboljšana dubina polja sa boke izgledom. Dve igrice na računaru koje su usledile posle Lost Planet: Extreme Condition - Devil May Cry 4 i Resident Evil 5, takođe podržavaju DirectX 10, ali je Capcom odlučio da ga ne koristi kako bi poboljšao vizuelni izgled i tako ih napravio da izgledaju identično kao da koriste DirectX 9. Međutim, Resident Evil 5, sa DirectX 10 podrškom, je prva video igra koja je u potpunosti prikazana u stereoskopskom 3D-u, uključujući sve međuscene, i prva koja je označena kao "3D Vision Ready" od strane Nvidia-e. Kasnija izdanja ovih igrica ne podržavaju DirectX 10. 

### MT Framework 2.x
U januaru 2008. godine počinje veliko ažuriranje pogona zvano MT Framework 2.0 koji se pojavio na tržištu zajedno sa objavljivanjem igre Lost Planet 2 u 2010. godini. Prema Capcom-u, nekoliko delova pogona je iznova napisano, zbog čega se bolje izvršava na Plejstejšn 3 hardveru, u poređenju sa prethodnom verzijom pogona koja je prvobitno bila napravljena za Xbox 360. Capcom ističe interakciju između likova i prirode u Lost Planet 2 kao jedno od značajnijih poboljšanja koja su omogućena novim pogonom, pri čemu igra ne dočarava prave mogućnosti nove generacije jer je počela da se razvija na prethodnom pogonu. Capcom je dalje otkrio da MT Framework 2.0 može da sakrije specifikaciju hardvera i podržane modele senčenja od programera, pri čemu im omogućava da pišu kod koji je uopšteniji za sve platforme, što im olakšava posao. U Capcom-ovom godišnjem izveštaju za 2011. godinu, potvrđeno je da je 80% razvojnog procesa u MT Framework pogonu zajedničko za Xbox 360, Plejstejšn 3 i računarske platforme, što je dovelo do značajnog smanjenja troškova. Na posletku, Capcom je omogućio svojim spoljnim partnerskim studijima da koriste njihov pogon. Prva igra koja je napravljena u pogonu od strane partnerskog studija bila je Marvel vs. Capcom 3: Fate of Two Worlds. Prva igra koja je napravljena u pogonu od strane partnerskog studija bila je Marvel vs. Capcom 3: Fate of Two Worlds.
Računarska verzija igre Lost Planet 2 je objavljena nekoliko meseci nakon konzolne verzije u 2010. godini, pri čemu je dodata podrška za DirectX 11 karakteristike kao što su teselacija, mapiranje pokreta, kao i korišćenje DirectCompute-a za simulaciju mekih tela i simulaciju talasa. Kasnija izdanja računarskih igara koje su pravljene preko MT Framework-a 2.0 koristile su isključivo DirectX 9.
Još jedno veliko ažuriranje je urađeno za potrebe igre Dragon's Dogma koja je objavljena u 2012. godini. Prethodne igre rađene preko MT Framework bile su podeljene na nivoe, razdvojene ekranom sa učitavanjem. Međutim, pošto su nivoi u Dragon's Dogma bili i deset do sto puta veci od prethodnih MT naslova, a struktura igre je omogućavala potpunu slobodu kretanja, jedini način na koji je igra mogla da radi na pogonu bilo je da se prilagodi da može da premešta delove sveta igre unutar i izvan operativne memorije po potrebi. Još jedno poboljšanje bio je prelazak pogona sa renderovanja unapred na hibridno, koje koristi odloženo osvetljenje (poznato i kao ˝Light Pre-Pass˝). To je omogućilo 24-oro časovni ciklus sa vremenskim promenama kao i "neograničen" broj svetala. Ostale promene uključuju podršku za pravovremenu varijaciju modela likova i FXAA-a. Zasnivajući se na usavršenoj tehnologiji Dragon's Dogma-e, Resident Evil 6 je dodao SSAO, i poboljšano renderovanje kose (zasnovano na radu "Odsjaj svetlosti iz vlakana ljudske kose" predstavljen na SIGGRAPH-u 2003. godine) zajedno sa facijalnim ekspresijama i pokretima očiju. U 2018. godini objavljena je igra Monster Hunter: World koja može da se prikaže u HDR-u.

### MT Framework Lite i MT Framework Mobile
Krajem oktobra 2009. godine, objavljeno je da Capcom uvodi MT Framework za Wii konzole kako bi smanjio vreme razvoja kao i troškove za pravljenje Wii igara. Sengoku BASARA 3 je zabeležena kao prva igra koja se pokretala preko MT Framework Lite-a, specijane verzije pogona koja je bila namenjena za Wii i Plejstejšn 3 hardver. Na konferenciji E3 2010. godine najavljene su igre Super Street Fighter IV: 3D Edition i Resident Evil: Revelations, koje su napravljene za Nintendo 3DS, a krajem septembra 2010. godine otkriveno je da pomenute igre zajedno sa Resident Evil: The Mercenaries 3D i Mega Man Legends 3 mogu da se pokreću preko MT Framework Mobile-a, nove verzije pogona koja je zasnovana na MT Framework-u 2.0, a specijalno dizajnirane za Nintendo 3DS. Capcom je istakao da je zahvaljujući MT Framework Mobile-u omogućeno da Resident Evil: Revelations ima skoro identično renderovanje kao Resident Evil 5, pri čemu podržava HDR renderovanje, bacanje sopstvene senke, normalno mapiranje, korekciju boja, gama korekciju, dubinu polja, zamućenje pokreta i anti-alajzing za uređaj Nintendo 3DS hardveru. Krajem januara 2011. godine Capcom je predstavio uvod u igru Lost Planet 2 koja se pokreće na MT Framework Mobile-u za ˝sledeću generaciju prenosivih uređaja˝, koju su kasnije preimenovali u Plejstejšn Vita. Vita verzija igre Ultimate Marvel vs. Capcom 3 je bila prva igra sa MT Framework Mobile pogonom koja je radila na ovom hardveru. Kasnije su objavili da će MT Framework Mobile imati i podršku za iOS, a prva igra koja je koristila ovaj pogon kroz na ajfon uređajima bila je deo igre Phoenix Wright: Ace Attorney - Dual Destinies, koja je objavljena u 2014. godini.

## Budućnost
Masaru Iđuin, inženjer zadužen za pogon MT Framework-a kao i za predstojeći pogon u vlasništvu Capcom-a, Panta Rei, je u intervjuu u 2014. godini otkrio da Capcom planira da pređe na novi pogon počevši sa igrom Deep Down, ali će nastaviti da koristi MT Framework za igre koje su razvijane za sedmu generaciju konzola kao i MT Framework Mobile za pametne telefone i ručne igračke konzole. Dodao je da će: ˝Programeri morati da krenu od početka kada nauče kako da razvijaju igre koristeći Panta Rei˝, ali da će se sveukupna efikasnost uvećati više nego kada bi se vršila ažuriranja MT Framework-a. Resident Evil 7: Biohazard je objavljen u 2016. i oktriveno je da će se pokretati preko novog pogona u vlasništvu Capcom-a, RE Engine. Za RE Engine je najavljeno da će se takođe koristiti za pokretanje predstojećih Capcom-ovih igara. Dodao je da će: ˝Programeri morati da počnu iznova kada nauče kako da razvijaju igre koristeći Panta Rei˝, ali da će se sveukupna efikasnost uvećati više nego kada bi se vršila ažuriranja MT Framework-a. U junu 2016. godine je objavljen Resident Evil 7: Biohazard oktriveno je da će se pokretati preko novog pogona u vlasništvu Capcom-a, nazvanom RE Engine. Za RE Engine je najavljeno da će se takođe koristiti i za pokretanje predstojećih Capcom-ovih igara. Međutim, Capcom je izabrao MT Framework za pravljenje igre Monster Hunter: World u 2018. godini, jer bez obzira na to što je igra bila namenjena za Plejstejšn 4, Xbox One i moderne računare, smatrali su da će postojanje prilagođenog skupa alata koji je ugrađen u pogon za potrebe Monster Hunter serije igara, značajno doprineti razvoju iste.

## Igre koje koriste MT Framework

### Glavni pogon igre (MTFW)
| Naslov                                               | Datum prvog objavljivanja | Tip pogona igre  | Platforma                                                                                 | Beleške |
| ---------------------------------------------------- | ------------------------- | ---------------- | ----------------------------------------------------------------------------------------- | --- |
| Dead Rising                                          | 2006/08/08                | MT Framework 1.x | Xbox 360, Plejstešn 4, Xbox One и Microsoft Windows                                       | Originalno Xbox 360 izdanje koristi MT Framework 1.0 |
| Lost Planet: Extreme Condition                       | 2006/12/21                | MT Framework 1.x | Xbox 360, Microsoft Windows, Plejstejšn 3                                                 | Xbox 360 verzija koristi MT Framework 1.1, Windows verzija koristi MT Framework 1.2                                                                                               |
| Devil May Cry 4                                      | 2008/01/31                | MT Framework 1.x | Plejstejšn 3, Xbox 360 i Microsoft Windows                                                | Koristi MT Framework 1.3 |
| Resident Evil 5                                      | 2009/03/05                | MT Framework 1.x | Plejstejšn 3, Xbox 360 i Microsoft Windows                                                | Koristi MT Framework 1.4 U verzijama igrica za Plejstešn 4 и Xbox One uvedene su mala grafička poboljšanja koja se zahvaljujući tome mogu koristiti ažuriranu verziju pogona igre |
| Lost Planet 2                                        | 2010/05/11                | MT Framework 2.x | Plejstejšn 3, Xbox 360 i Microsoft Windows                                                | Koristi MT Framework 2.0 |
| Marvel vs. Capcom 3: Fate of Two Worlds              | 2011/02/15                | MT Framework 2.x | Plejstejšn 3 i Xbox 360                                                                   | Koristi MT Framework 2.1 |
| Resident Evil Code: Veronica X HD                    | 2011/09/27                | MT Framework 2.x | Plejstejšn 3 i Xbox 360                                                                   | Logo MT Frameworkа se prikazuje kada se igra pokreće |
| Ultimate Marvel vs. Capcom 3 (Home console versions) | 2011/11/15                | MT Framework 2.x | Plejstejšn 3, Xbox 360, Plejstešn 4, Microsoft Windows i Xbox One                         | Box art pominje MT Framework, za razliku od Plejstešn Vita verzije koja pominje MT Framework Mobile                                                                               |
| Dragon's Dogma                                       | 2012/05/22                | MT Framework 2.x | Plejstejšn 3, Xbox 360, Microsoft Windows, Plejstešn 4 i Xbox One                         | [ 27 ] |
| Resident Evil 6                                      | 2012/10/02                | MT Framework 2.x | Plejstejšn 3, Xbox 360, Microsoft Windows, Plejstejšn 4 i Xbox One                        | [ 26 ] [ 28 ] |
| E.X. Troopers (Plejstejšn 3 version)                 | 2012/11/22                | MT Framework 2.x | Plejstejšn 3                                                                              | Box art pominje MT Framework, za razliku od Nintendo 3DS verzije koja pominje MT Framework Mobile                                                                                 |
| Resident Evil: Revelations (Home console versions)   | 2013/05/21                | MT Framework 2.x | Microsoft Windows, Plejstejšn 3, Wii U, Xbox 360, Plejstešn 4, Xbox One i Nintendo Switch | Box art pominje MT Framework. |
| Sengoku BASARA 4                                     | 2014/01/23                | MT Framework 2.x | Plejstejšn 3                                                                              | Potvrđeno za box art. |
| Resident Evil HD Remaster                            | 2014/11/27                | MT Framework 2.x | Microsoft Windows, Plejstejšn 3, Plejstešn 4, Xbox 360 i Xbox One                         | Potvrđeno za box art. |
| Resident Evil: Revelations 2                         | 2015/02/24                | MT Framework 2.x | Microsoft Windows, Plejstejšn 3, Plejstešn 4, Xbox 360, Xbox One i Nintendo Switch        | U zaslugama se navodi "MT Framework razvojni tim" za pružanje programerske podrške, za razliku od Plejstejšn Vita verzije koja pominje MT Framework Mobile.                       |
| Devil May Cry 4: Special Edition                     | 2015/06/18                | MT Framework 2.x | Plejstejšn 4, Xbox One i Microsoft Windows                                                | Potvrđeno na japanskom box art-u. |
| Sengoku BASARA 4 Sumeragi                            | 2015/07/23                | MT Framework 2.x | Plejstejšn 3 и Plejstejšn 4                                                               | Potvrđeno na box art-u. |
| Dragon's Dogma Online                                | 2015/08/31                | MT Framework 2.x | Microsoft Windows, Plejstejšn 3 i Plejstejšn 4                                            | [ 42 ] |
| Resident Evil Zero HD Remaster                       | 2016/01/19                | MT Framework 2.x | Microsoft Windows, Plejstejšn 3, Plejstejšn 4, Xbox 360 i Xbox One                        | Potvrđeno na box art-u. |
| Sengoku BASARA Sanada Yukimura-Den                   | 2016/08/25                | MT Framework 2.x | Plejstejšn 3 i Plejstejšn 4                                                               | Potvrđeno na box art-u. |
| Ultra Street Fighter II: The Final Challengers       | 2017/05/26                | MT Framework 2.x | Nintendo Switch                                                                           | [ 43 ] |
| Monster Hunter Generations Ultimate                  | 2017/08/25                | MT Framework 2.x | Nintendo Switch                                                                           | Box art pominje MT Framework, za razliku od Nintendo 3DS verzije koja pominje MT Framework Mobile                                                                                 |
| Monster Hunter: World                                | 2018/01/26                | MT Framework 2.x | Plejstejšn 4, Xbox One i Microsoft Windows                                                | [ 44 ] |
| Mega Man 11                                          | 2018/10/02                | MT Framework 2.x | Plejstejšn 4, Xbox One, Microsoft Windows i Nintendo Switch                               | [ 45 ] |

### MT Framework Lite (MTFL) i MT Framework Mobile (MTFM)
| Naslov                                                                          | Datum prvog objavljivanja | Tip pogona igre     | Platforme                   | Izvor |
| ------------------------------------------------------------------------------- | ------------------------- | ------------------- | --------------------------- | --- |
| Resident Evil: The Darkside Chronicles                                          | 2009/11/17                | MT Framework Lite   | Wii, Plejstejšn 3           | [ тражи се извор ] |
| Sengoku BASARA 3 (Japan)/Sengoku BASARA Samurai Heroes (North America и Europe) | 2010/07/29                | MT Framework Lite   | Plejstejšn 3, Wii           | Potvrđeno za box art. |
| Super Street Fighter IV: 3D Edition                                             | 2011/02/26                | MT Framework Mobile | Nintendo 3DS                | [ 24 ] [ 46 ] |
| Resident Evil: The Mercenaries 3D                                               | 2011/06/02                | MT Framework Mobile | Nintendo 3DS                | [ 24 ] |
| Nazo Waku Yakata                                                                | 2011/08/04                | MT Framework Mobile | Nintendo 3DS                | [ 47 ] |
| Sengoku BASARA 3 Utage                                                          | 2011/11/10                | MT Framework Lite   | Plejstejšn 3, Wii           | Potvrđeno za box art. |
| Monster Hunter 3 Ultimate                                                       | 2011/12/10                | MT Framework Mobile | Nintendo 3DS, Wii U         | Potvrđeno za box art. |
| Ultimate Marvel vs. Capcom 3 (Plejstejšn Vita verzija)                          | 2011/12/17                | MT Framework Mobile | Plejstejšn Vita             | Potvrđeno za box art. |
| Resident Evil: Revelations                                                      | 2012/01/26                | MT Framework Mobile | Nintendo 3DS                | [ 24 ] |
| E.X. Troopers (Nintendo 3DS verzija)                                            | 2012/11/22                | MT Framework Lite?  | Nintendo 3DS                | Box art pominje MT Framework Lite umesto Mobile verzije. Moguće da je greška. |
| Phoenix Wright: Ace Attorney - Dual Destinies                                   | 2013/07/25                | MT Framework Моbile | Nintendo 3DS, iOS i Android | MT Framework Mobile je potvrđen na box art-u za Nintendo 3DS verziju. U nastavku, u zaslugama za obe verzije se navodi "MT Framework razvojni tim", a u iOS verziji su zasluge pripisane dodatnom osoblju. |
| Monster Hunter 4                                                                | 2013/09/14                | MT Framework Mobile | Nintendo 3DS                | Potvrđeno za box art. |
| Monster Hunter 4 Ultimate                                                       | 2014/10/11                | MT Framework Mobile | Nintendo 3DS                | Potvrđeno za box art. |
| Dai Gyakuten Saiban: Naruhodō Ryūnosuke no Bōken                                | 2015/07/09                | MT Framework Mobile | Nintendo 3DS, Android i iOS | Potvrđeno za box art. |
| Resident Evil: Revelations 2                                                    | 2015/08/18                | MT Framework Mobile | Plejstejšn Vita             | Igrica prikazuje logo MT Framework-a kada se pokreće. |
| Monster Hunter Generations                                                      | 2015/11/28                | MT Framework Mobile | Nintendo 3DS                | Potvrđeno za box art. |
| Phoenix Wright: Ace Attorney − Spirit of Justice                                | 2016/06/09                | MT Framework Mobile | Nintendo 3DS, Android i iOS | Potvrđeno za box art. |
| Dai Gyakuten Saiban 2: Naruhodō Ryūnosuke no Kakugo                             | 2017/08/03                | MT Framework Mobile | Nintendo 3DS                | Potvrđeno za box art. |
| Mega Man Legends 3                                                              | Otkazano                  | MT Framework Mobile | Nintendo 3DS                | [ 48 ] |